# Клубна вулиця (Конотоп)
Ву́лиця Клу́бна — вулиця міста Конотоп Сумської області. Пролягає від залізничного вокзалу до виїзду з міста, а також є одною з найдовших серед вулиць міста.

## Назва
Вулиця отримала свою назву від побудованого на ній у 1929 році Клубу залізничників.

## Історія
Перші згадки про вулицю датуються 28 червня 1929 року.
Єдина відома назва — вулиця Клубна.
1 червня 2004 року на розі з вулицею Успенсько-Троїцькою був встановлений пам'ятник Конотопському трамваю.
У 2005 році на Клубній був збудований католицький костел Фатимської Божої Матері.

## Пам'ятки архітектури

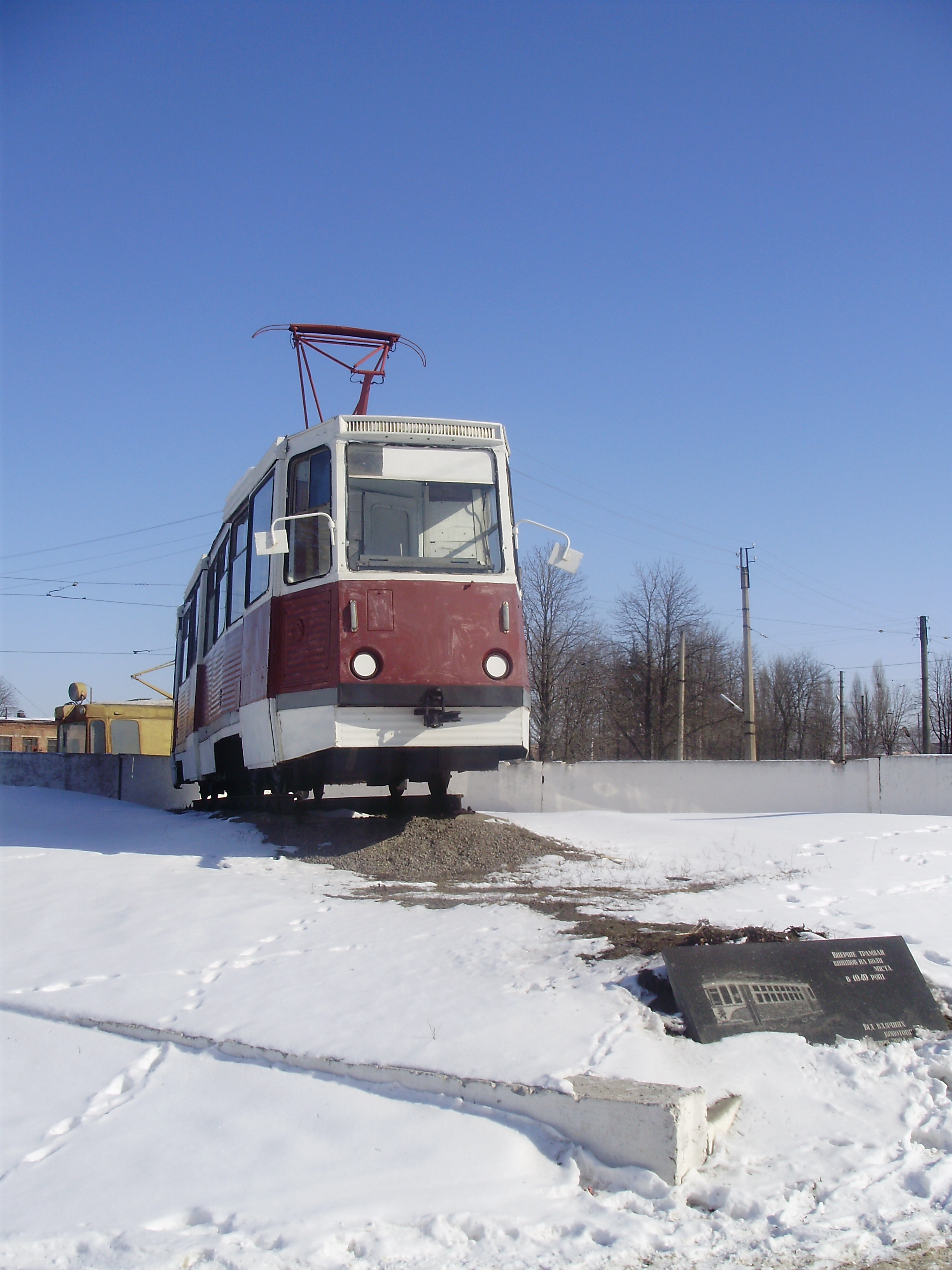
Пам'ятник Конотопському трамваю

За адресою вулиця Клубна, 4 розташована пам'ятка архітектури Клуб залізничників (1928 рік).
Житловий будинок (1936 рік) за адресою вулиця Клубна, 9 є пам'яткою архітектури.